# Рачинецька сільська рада
Рачине́цька сільська́ ра́да — адміністративно-територіальна одиниця та орган місцевого самоврядування в Дунаєвецькому районі Хмельницької області. Адміністративний центр — село Рачинці.

## Загальні відомості
Рачинецька сільська рада утворена в 1992 році.
- Територія ради: 18,046 км²
- Населення ради: 772 особи (станом на 2001 рік)
- Територією ради протікає річка Студениця

## Населені пункти
Сільській раді підпорядковані населені пункти:
- с. Рачинці

## Склад ради
Рада складається з 12 депутатів та голови.
- Голова ради: Ягольник Володимир Андрійович
- Секретар ради: Лямець Людмила Тадеушівна

### Керівний склад попередніх скликань
| Прізвище, ім'я, по батькові   | Основні відомості                                                 | Дата обрання | Дата звільнення |
| ----------------------------- | ----------------------------------------------------------------- | ------------ | --------------- |
| Ягольник Володимир Андрійович | Сільський голова, 1962 року народження, освіта вища, безпартійний | 26.03.2006   | 31.10.2010      |
| Ягольник Володимир Андрійович | Сільський голова, 1962 року народження, освіта вища, безпартійний | 31.10.2010   |                 |

Примітка: таблиця складена за даними сайту Верховної Ради України

### Депутати
За результатами місцевих виборів 2010 року депутатами ради стали:

#### За суб'єктами висування
| Суб'єкт висування            | Кількість обраних депутатів | %    |
| ---------------------------- | --------------------------- | ---- |
| Самовисування                | 9                           | 75   |
| Комуністична партія України  | 2                           | 16,7 |
| Соціалістична партія України | 1                           | 8,3  |

#### За округами
| № округу                     | Прізвище, ім'я, по батькові     | Дата визнання обраним | Освіта             | Партійна приналежність             | Відомості про обраного депутата                  |
| ---------------------------- | ------------------------------- | --------------------- | ------------------ | ---------------------------------- | ------------------------------------------------ |
| Комуністична партія України  |                                 |                       |                    |                                    |                                                  |
| 6                            | Арцаблюк Володимир Миколайович  | 02.11.2010            | середня спеціальна | позапартійний                      | тимчасово не працює                              |
| 8                            | Лукиянова Оксана Яківна         | 02.11.2010            | середня спеціальна | позапартійна                       | Рачинці фельдшерсько-акушерський пункт, фельдшер |
| Соціалістична партія України |                                 |                       |                    |                                    |                                                  |
| 12                           | Яковлєв Євген Максимович        | 02.11.2010            | вища               | член Соціалістичної партії України | пенсіонер                                        |
| Самовисування                |                                 |                       |                    |                                    |                                                  |
| 1                            | Заяць Сергій Васильович         | 02.11.2010            | середня спеціальна | позапартійний                      | Дунаєвецький РЕМ, конструктор                    |
| 2                            | Боднар Броніслава Францівна     | 02.11.2010            | середня            | позапартійна                       | Дунаївці РайСТ., продавець с.Рачинці             |
| 3                            | Варфоломеєв Юрій Михайлович     | 02.11.2010            | середня            | позапартійний                      | пенсіонер                                        |
| 4                            | Городецький Петро Анатолійович  | 02.11.2010            | середня спеціальна | позапартійний                      | тимчасово не працює                              |
| 5                            | Заяць Василь Іванович           | 02.11.2010            | середня спеціальна | позапартійний                      | Кам’янець-Подільський держлісгосп, лісник        |
| 7                            | Лямець Людмила Тадеушівна       | 02.11.2010            | середня спеціальна | позапартійна                       | Рачинці сільська рада, секретар                  |
| 9                            | Лізвінський Анатолій Леонідович | 02.11.2010            | середня спеціальна | позапартійний                      | Рачинецька школа 1ст., тех. працівник            |
| 10                           | Сусляк Микола Васильович        | 02.11.2010            | вища               | позапартійний                      | тимчасово не працює                              |
| 11                           | Чепурний Віктор Павлович        | 02.11.2010            | середня спеціальна | позапартійний                      | тимчасово не працює                              |